# Planetă super-locuibilă

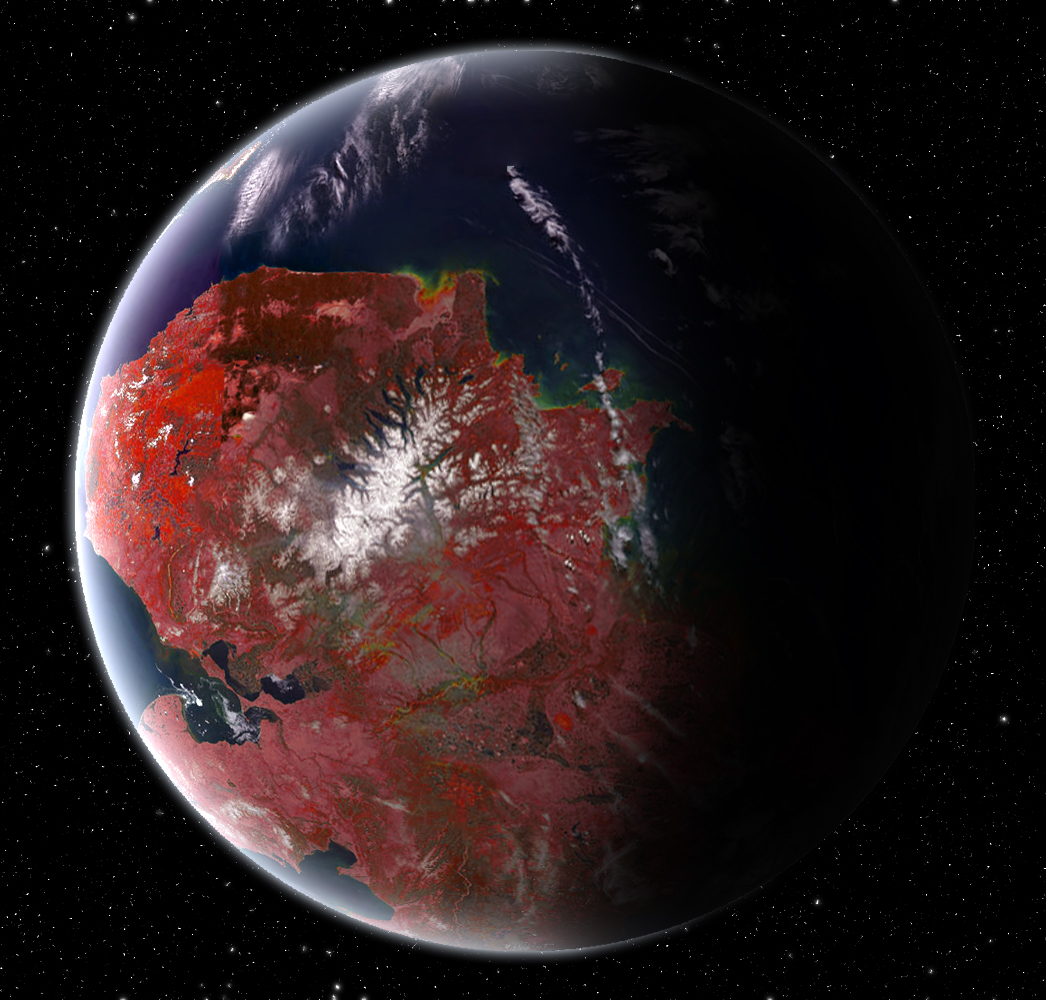
Reprezentare artistică a unei planete super-locuibile.

O planetă super-locuibilă sau superlocuibilă sau, mai general, o lume super-locuibilă este o planetă sau o lună care prezintă mai multe condiții adecvate pentru apariția și evoluția vieții decât Pământul. Această clasă de obiecte în prezent rămâne ipotetică.
În ultimii ani, mulți experți au criticat antropocentrismul în căutarea vieții extraterestre. În conformitate cu aceste critici, Pământul nu este un optim de locuibilitate planetară în funcție de diferite aspecte, cum ar fi tipul de stea în jurul căruia se învârte, suprafața totală, proporția acoperită de oceane și adâncimea medie a acestora, intensitatea câmpului magnetic, activitatea geologică, temperatura de suprafață, etc. S-ar putea să existe în univers planete sau sateliți cu condiții mai bune, permițând vieții să ia naștere mai devreme și să dureze mai mult decât pe Pământ. Din toate exoplanetele descoperite până acum, 24 ar putea să fie mai locuibile decât Pământul, deci planeta noastră ar veni pe al 25-lea loc în clasament printre planetele cele mai locuibile cunoscute.
Un raport detaliat Superhabitable Worlds, publicat în ianuarie 2014 de René Heller și John Armstrong în revista Astrobiology (en), colectează și analizează numeroase studii realizate în anii anteriori cu privire la criteriile de stabilire a profilului unei planete superlocuibile. Acesta ia în considerare parametri, cum ar fi tipul de stea, masa și locația în sistemul planetar, iar autorii ajung la concluzia că astfel de planete ar putea fi mult mai frecvente decât gemenele Pământului. Până la începutul anului 2016, nici o planetă nu a fost încă identificată ca fiind superlocuibilă. Cu toate acestea, compoziția atmosferei și masa Kepler-442 b sugerează că ar putea fi una. Planetele KOI-5715.01, KOI-3010.01, Kepler-186 f, Kepler-62 e și Kepler-62 f ar putea să fie locuibile cu o probabilitate de 84 %.

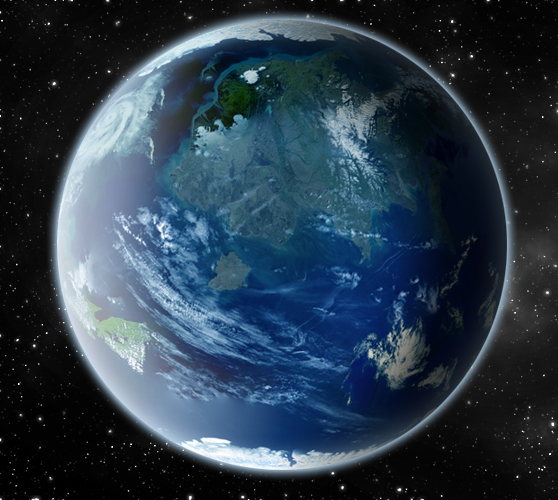
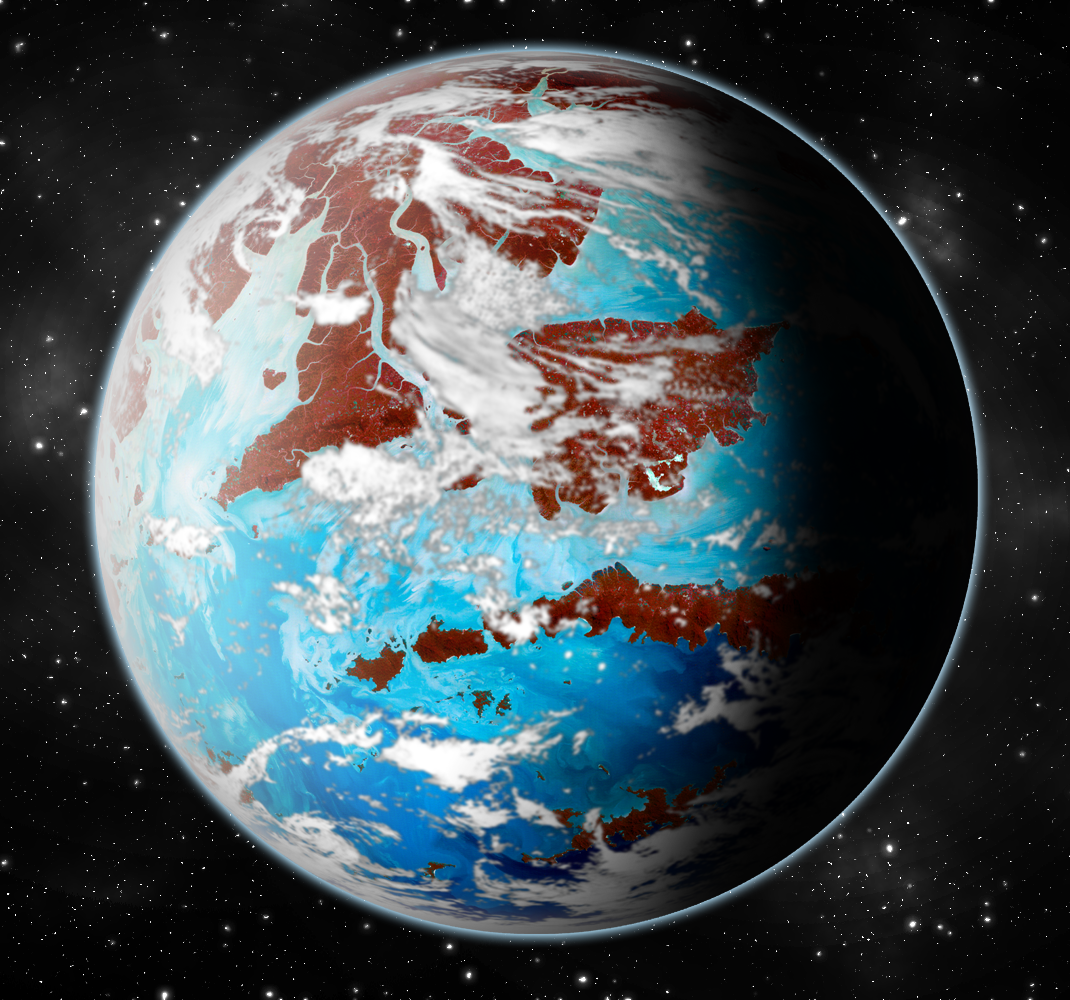
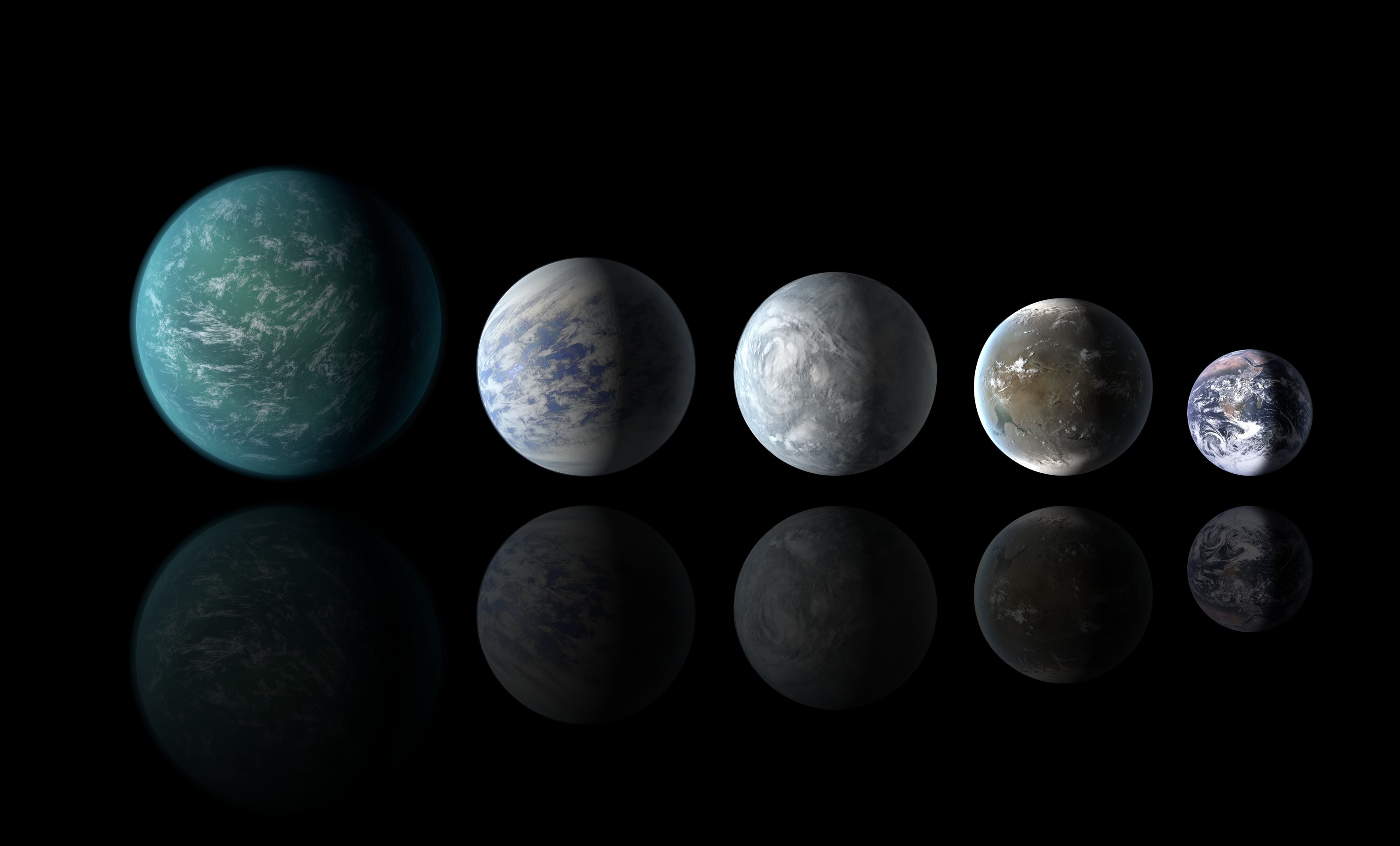
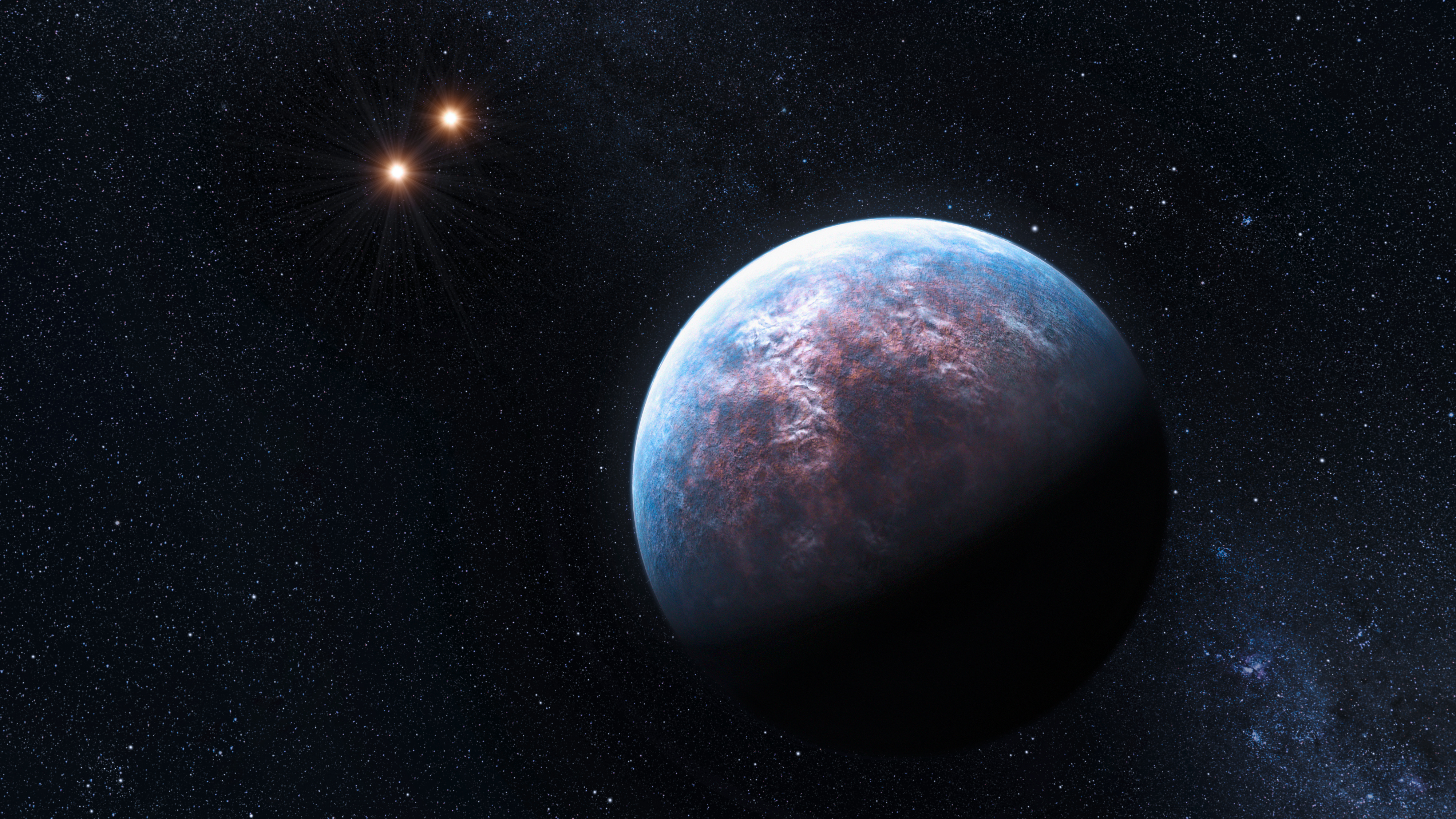
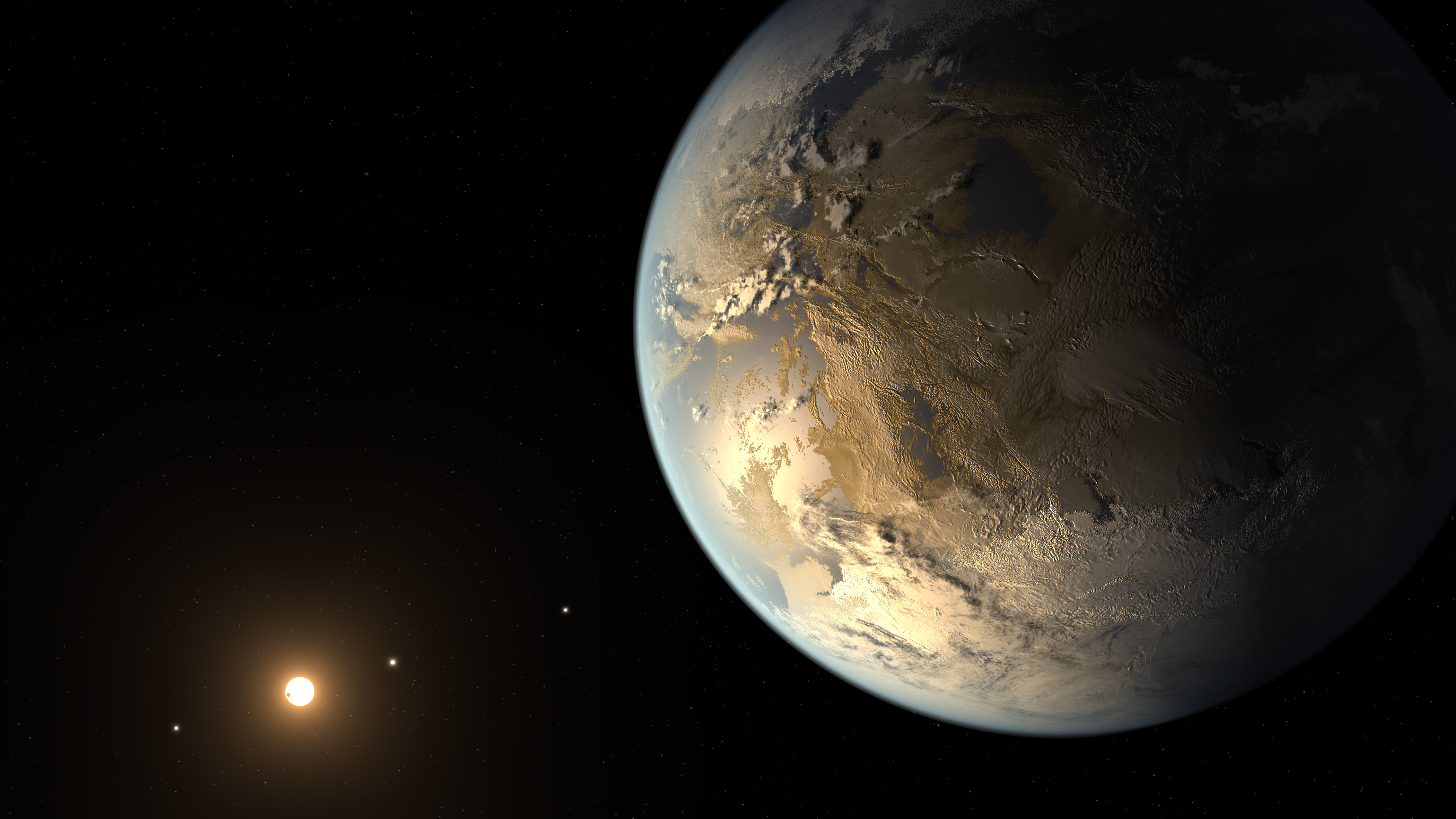

## Zona locuibilă a unui sistem planetar

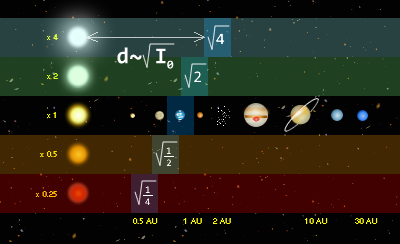
Zona locuibilă circumstelară în funcție de luminozitatea stelară.

Zona locuibilă este o zonă în jurul unei stele în care toate planetele prezente au apă lichidă pe suprafața lor. Apa lichidă este considerată cel mai important element pentru viață, în mare parte din cauza rolului de solvent pe care îl joacă pe Pământ. Ca o planetă să aibă apă lichidă la suprafață, distanța de la stea trebuie să îi permită să aibă o temperatură cuprinsă între 0 și 100 °C și să aibă o masă suficientă pentru a reține o atmosferă și apa. Această zonă locuibilă depinde de tipul de stea (este mai «fierbinte» și zona locuibilă este eliminată); mai multe stele devin mai strălucitoare cu vârsta, împingând tot mai mult zona. In sistemul nostru solar, zona locuibilă este estimată între 0,95 și 1,5 UA (o unitate astronomică (UA) = distanța Pământ / Soare = 150 de milioane de km).

### Locuibilitatea planetară
În prezent avem un singur exemplu de locuibilitate planetară, Pământul nostru, deci o planetă unde există viață, aproape de marginea interioară a zonei sale locuibile în jurul unei stele de tip G (galben). Propria noastră planetă în cursul milioanelor de ani de schimbări geologice și atmosferice a avut perioade în care a fost mai favorabilă sau mai puțin favorabilă vieții. Dimensiunea continentelor, oceanelor, elementele din atmosferă pot varia locuibilitatea unei planete și forma ființelor vii care o populează. Există speculații că planetele sau exolunile cu oceane puțin adânci au o biodiversitate mai mare decât planete cu oceane foarte adânci; planetele cu continente mici și numeroase pot fi mai locuibile și umede, în timp ce planetele cu continente foarte mari, ar avea deșerturi imense inospitaliere în zonele interioare; planetele sau exolunile cu prea mulți vapori de apă în atmosferă s-ar putea, totuși, să fie prea fierbinți pentru viață, fiindcă vaporii de apă sunt un gaz cu efect de seră care captează căldura (a se vedea Venus).
Planetele sau exolunile puțin mai calde ca Pământul ar avea zone vaste tropicale foarte favorabile pentru viață și biodiversitate, dar aceleași planete pot avea oceane prea fierbinți și săraci în oxigen. Mai mult decât atât, pe aceste planete creșterile bruște de temperatură de asemenea ar putea duce la numeroase extincții în masă în decursul a milioane de ani. Pe planetele cu o mulțime de oxigen în schimb ar crește dimensiunile organismelor, și ar putea prospera ființe gigantice. Planetele cu o greutate ridicată ar putea găzdui forme de viață mai degrabă masive si îndesate. Pe planetele cu gravitație redusă ar fi forme de viață mai lungi și mai subțiri. Oamenii de știință dispun de doi parametri pentru a vedea dacă și cum o planetă poate susține viața: ESI și PHI.

### Exoplanetă
O planetă extrasolară, sau o exoplanetă este o planetă care orbitează o altă stea decât soarele. Cele mai multe exoplanete au fost descoperite până în prezent până la distanța de 400 de ani-lumină de la Sistemul Solar (un an-lumină = lumina călătorește într-un an la distanța = 9.460.000.000.000 km). La data de 23 noiembrie 2010, 504 de exoplanete au fost descoperite, aproape toate cu o masă mai mare decât masa Pământului. Un studiu recent anunță chiar probabilitatea de 9 miliarde de planete locuibile în Calea Lactee. Există un "Al doilea Pământ “ în sistemul Gliese 581? Aflată la 20,5 ani-lumină de Pământ, steaua-"pitic roșu" Gliese 581 este înconjurată de cel puțin patru exoplanete numite Gliese 581 b, c, d, și e.

### Exoplanete mai locuibile decât Pământul
Niște exoplanete de două până la trei ori mai mari decât Pământul ar putea fi mai potrivite pentru apariția vieții decât planeta noastră. În spiritul acestei ipoteze, doi astronomi propun să se studieze cu cea mai mare atenție sistemul planetar, care pare să înconjoare una dintre cele mai apropiate stele de Soare, Alpha Centauri B, în căutare de «lumi super-locuibile». Recent s-a descoperit un sistem solar de 7 planete de mărimea Pământului din care 3 sunt situate în zona locuibilă lângă steaua care se numește TRAPPIST-1 la 40 de ani-lumină distanță.

## Caracteristici
Din criteriile multiple analizate în cercetarea Heller și Armstrong rezultă o serie de caracteristici de bază necesare planetelor superlocuibile ipotetice. Din studiile lor s-au dedus planete de circa 2 mase terestre și 1.3 raze Pământului, dimensiune optimă pentru tectonica plăcilor. În plus, masa medie mai mare presupune o atracție gravitațională sporită și o captare sporită a gazelor în timpul formării planetei. Prin urmare, ar putea avea atmosfere mai dense, care, la rândul lor, ridică temperatura medie la un nivel optim pentru viața plantelor. Poate influența, de asemenea, relieful obiectului planetar, făcându-l mai regulat și micșorând dimensiunile bazinelor oceanice, ceea ce va îmbunătăți diversitatea vieții acvatice, cea mai abundentă în apă puțin adâncă.

### Suprafață, mărime și compoziție

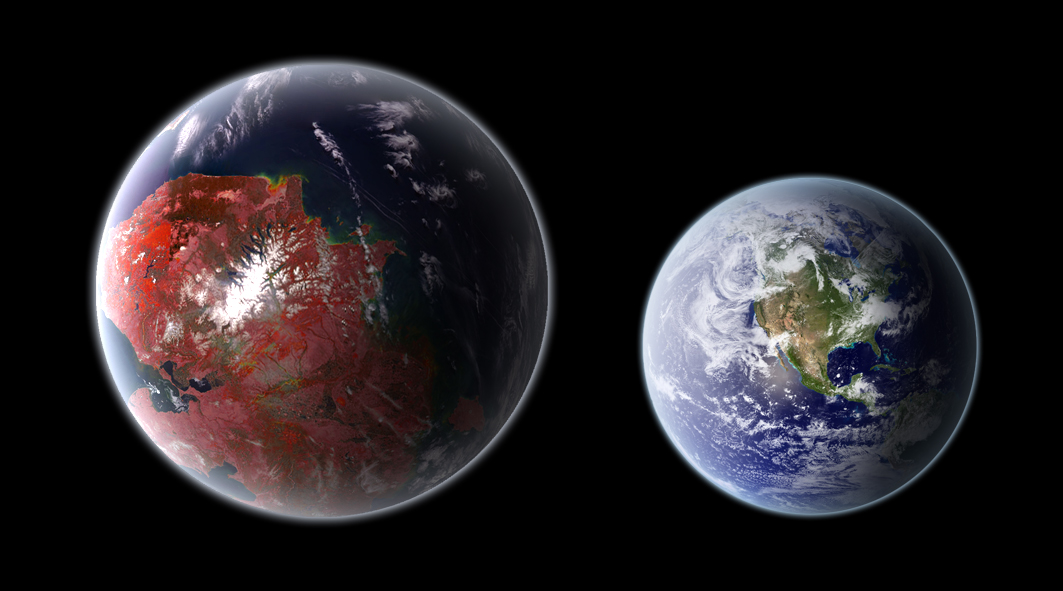
Comparație între mărimea la Kepler-442b (1,34 R_{⊕}) și cea a Pământului.

O planetă având un volum superior volumului Pământului, sau cu relief oferind o mai mare suprafață acoperită de apă lichidă, poate să fie mai locuibilă decât Pământul. Cu cât un corp celest este mai masiv, cu atât atracția gravitațională este mai tare, ceea ce ar putea conduce la o atmosferă mai densă.
Niște studii indică că există o limită naturală de 1,6 {\displaystyle R_{\oplus }}, sub care aproape toate planetele sânt telurice, compuse în principiu din piatră-fier-apă. În general, obiectele având o masă sub 6 {\displaystyle M_{\oplus }} au, foarte probabil, o compoziție similară cu cea a Pământului. Peste această limită, densitatea planetelor scade, planeta devine o planetă ocean, și un gigant gazos. Masa considerabilă a unui super-pământ ar împiedica tectonica plăcilor. Așadar, orice planetă de densitate similară cu densitatea Pământului cu o rază sub 1,6 {\displaystyle R_{\oplus }} poate poseda viață. Totuși, alte studii indică că niște lumi acvatice reprezintă o tranziție între mini-Neptuni și planetele terestre, în particular dacă orbitează în jurul unor pitice roșii sau pitice portocalii. Heller și Armstrong afirmă că totuși niște planete acoperite în întregime cu apă ar putea să fie locuibile. Din punct de vedere geologic, masa optimă a unei planete este de aproximativ 2 {\displaystyle R_{\oplus }}.
Adâncimea medie al oceanelor afectează de asemenea locuibilitatea unei planete. Ținând cont de cantitatea de lumină și căldură pe care o primesc, zonele maritime mai puțin adânci sunt, în general, mai propice speciilor acvatice; este deci probabil că exoplanetele cu adâncime medie mică sunt mai prielnice pentru viață. Cu cât o planetă este mai masivă, cu atâta gravitația este mai puternică și apele mai puțin adânci; sunt deci mai favorabile vieții.

### Geologie
Tectonica plăcilor, precum și prezența unor bazine mari de apă pe o planetă, trebuie să mențină un nivel constant de dioxid de carbon (CO2) în atmosferă. Acest proces pare să fie frecvent pe planete active geologic de tip terestru având viteză de rotație suficientă. Corpurile planetare mai masive au nevoie de mai mult timp ca să genereze căldură internă, factor esențial pentru tectonica plăcilor. Însă o masă excesivă poate să încetinească tectonica plăcilor din cauza creșterii de presiune și viscozitate a mantiei, care împiedică alunecarea litosferei. Studile sugerează că tectonica plăcilor poate să aibă loc pe corpurile având o masă cuprinsă între 1 și 5 {\displaystyle M_{\oplus }}, cu o masă optimă de circa 2 {\displaystyle M_{\oplus }}.

### Magnetosferă
Prezența unei magnetosfere destul de puternice în jurul unei luni sau unei planete evită ca suprafața să fie expusă vântului solar și radiațiilor cosmice puternice, care sunt periculoase pentru dezvoltarea vieții.

### Temperatură și climă
Temperatura optimă pentru viața pe Pământ este necunoscută, dar s-ar putea ca biodiversitatea era mai bogată în perioadele cele mai calde. Este deci posibil ca niște exoplanete cu temperaturi medii un pic mai ridicate decât cele ale Pământului ar fi mai potrivite pentru viață.

### Stea
Tipul de stea determină în mare parte caracteristicile sistemului stelar. Stelele cele mai masive, O, B și A, au un ciclu de viață foarte scurt și părăsesc repede secvența principală. Mai multe stele de tip O și B produc efectul de foto-evaporare prevenind acumularea de planete.
În schimb, stelele mai puțin masive, de tip M și K, de departe cele mai comune în univers, sunt de asemenea și cele care durează cel mai mult; potențialul lor de a susține viața este încă în studiu. Lumina lor scăzută reduce dimensiunile zonei locuibile, care este expusă emisiunii de radiații ultraviolete care au loc frecvent, în special în primul lor miliard de ani de existență. Dacă planeta este prea aproape, acest lucru poate provoca rotația sincronă a acestora, planeta având mereu aceeași emisferă întoarsă către stea. Chiar dacă existența vieții a fost posibilă într-un sistem planetar de acest tip, este puțin probabil ca o astfel de planetă să fie considerată superlocuibilă.
Dincolo de aceste două extreme, sisteme cu o stea de tip K ar oferi cele mai bune condiții pentru viață. Piticele portocalii sau stelele de tip K, ar trebui să permită formarea de planete în jurul lor; ele durează o perioadă mare de timp și pot oferi o zonă locuibilă stabilă, destul de departe pentru a nu suporta efectele negative ale apropierii excesive de stea. În plus, radiația produsă de o stea de tip K este suficient de mare pentru a permite forme de viață complexe fără a fi nevoie de o atmosferă și protecția stratului de ozon. Acestea sunt cele mai stabile și zona locuibilă nu variază mult în cursul evoluției lor. Prin urmare, o planetă asemănătoare cu cea de tip terestru, situată în apropierea unei stele de tip K, poate oferi o zonă locuibilă în aproape toate cazurile.